# Pieter Heemeryck
Pieter Heemeryck (* 11. Dezember 1989 in Vilvoorde) ist ein belgischer Duathlet und Triathlet. Er ist mehrfacher nationaler Meister. Er ist amtierender Ironman-Vizeeuropameister (2023).

## Werdegang
2012 wurde Pieter Heemeryck Dritter bei der U23-Duathlon-Europameisterschaft im Rahmen des Powerman Holland.
2014 wurde er Belgischer Meister auf der Triathlon-Kurzdistanz und 2015 wurde er auch Nationaler Meister auf der Mitteldistanz. Pieter Heemeryck startet seit 2016 im DOMO-Scott Triatlon Team. Im September 2016 gewann er den Ironman 70.3 Lanzarote.
2017 wurde er Dritter beim im Rahmen der Challenge-Weltserie ausgetragenen Challenge World Bonus und 2018 wurde er hier Vierter.
2019 wurde er nach 2015 erneut Belgischer Meister auf der Triathlon-Mitteldistanz.
Im Oktober 2019 gewann der 29-Jährige mit der Challenge Peguera Mallorca sein viertes Rennen der Rennserie in der Saison 2019 auf der Halbdistanz.
Pieter Heemeryck konnte mit fünf Siegen und einem zweiten Platz die Challenge-Weltserie 2019 für sich entscheiden und er kassierte das Preisgeld von 30.000 US-Dollar; neben der Australierin Radka Kahlefeldt bei den Frauen.

### Ironman 70.3 Europameister 2023
Im Juni 2023 wurde der 33-Jährige im Ironman Hamburg Zweiter der Ironman European Championships und Sieger des Ironman Portugal im gleichen Jahr.
Im August wurde er in Estland Sieger der Ironman 70.3 European Championships.

## Sportliche Erfolge
| Datum/Jahr    | Platz | Wettbewerb                           | Austragungsort       | Zeit     | Bemerkung                       |
| ------------- | ----- | ------------------------------------ | -------------------- | -------- | ------------------------------- |
| 20. Sep. 2020 | 2     | Ratingen Triathlon                   | Ratingen             | 01:39:47 | hinter dem Norweger Gustav Iden |
| 10. Aug. 2019 | 2     | BEL Triathlon National Championships | Wuustwezel           | 01:44:59 | Zweiter hinter Simon De Cuyper  |
| 15. Aug. 2018 | 2     | BEL Triathlon National Championships | Izegem               | 01:47:00 | Zweiter hinter Tim Van Hemel    |
| 18. Juli 2015 | 1     | 5150 Zürich                          | Zürich               |          |                                 |
| 7. Juni 2015  | 2     | BEL Triathlon National Championships | Lac de l’eau d’heure | 02:01:50 |                                 |
| 6. Juli 2014  | 1     | BEL Triathlon National Championships | Kortrijk             | 02:05:30 |                                 |
| 20. Juni 2013 | 2     | BEL Triathlon National Championships | Braschaat            | 01:47:02 | hinter Simon De Cuyper          |

| Datum/Jahr    | Platz | Wettbewerb                                           | Austragungsort | Zeit     | Bemerkung                                         |
| ------------- | ----- | ---------------------------------------------------- | -------------- | -------- | ------------------------------------------------- |
| 25. Mai 2025  |       | Ironman 70.3 Kraichgau                               | Kraichgau      |          |                                                   |
| 19. Okt. 2024 | 4     | T100 Lake Las Vegas                                  | Lake Las Vegas | 03:25:52 | hinter Jelle Geens                                |
| 14. Apr. 2024 | 2     | T100 Singapore                                       | Singapur       | 03:23:30 | 2 km Schwimmen, 80 km Radfahren und 18 km Laufen  |
| 18. Sep. 2023 | 1     | Ironman 70.3 Knokke-Heist                            | Knokke-Heist   | 03:39:45 | Sieger der Erstaustragung                         |
| 6. Aug. 2023  | 1     | Ironman 70.3 Tallinn                                 | Tallinn        |          | Ironman 70.3 European Championships               |
| 9. Dez. 2022  | 7     | Ironman 70.3 Bahrain                                 | Manama         | 03:45:25 | hinter dem Franzosen Vincent Luis                 |
| 24. Juli 2022 | 6     | PTO Canadian Open                                    | Edmonton       | 03:15:23 |                                                   |
| 19. Okt. 2019 | 1     | Challenge Peguera-Mallorca                           | Peguera        | 03:49:57 | [ 4 ]                                             |
| 5. Okt. 2019  | 2     | Ironman 70.3 Lanzarote                               | Lanzarote      | 03:36:40 | Austragung auf verkürztem Kurs ohne das Schwimmen |
| 14. Sep. 2019 | 1     | Challenge Davos                                      | Davos          |          |                                                   |
| 16. Juni 2019 | 1     | BEL Middle Distance Triathlon National Championships | Geraardsbergen | 03:52:49 | im Rahmen der Challenge Geraardsbergen            |
| 7. Apr. 2019  | 1     | Challenge Salou                                      | Cataluña       |          |                                                   |
| 17. März 2019 | 2     | Ironman 70.3 Campeche                                | Campeche       |          | hinter dem Österreicher Michael Weiss             |
| 8. Juli 2018  | 2     | Ironman 70.3 Jönköping                               | Jönköping      |          | hinter dem Deutschen Florian Angert               |
| 17. Sep. 2017 | 2     | Challenge Davos                                      | Davos          |          | [ 6 ]                                             |
| 24. Sep. 2016 | 1     | Ironman 70.3 Lanzarote                               | Lanzarote      |          |                                                   |
| 5. Juni 2016  | 3     | Ironman 70.3 Kraichgau                               | Kraichgau      |          |                                                   |
| 23. Aug. 2015 | 1     | BEL Middle Distance Triathlon National Championships | Deinze         | 03:53:05 |                                                   |

| Datum/Jahr    | Platz | Wettbewerb                 | Austragungsort    | Zeit     | Bemerkung                                  |
| ------------- | ----- | -------------------------- | ----------------- | -------- | ------------------------------------------ |
| 21. Okt. 2023 | 1     | Ironman Portugal           | Cascais           | 07:50:07 |                                            |
| 4. Juni 2023  | 2     | Ironman Hamburg            | Hamburg           | 07:31:01 | Zweiter der Ironman European Championships |
| 26. Juni 2022 | DNF   | Ironman Germany            | Frankfurt am Main | –        | Ironman European Championship              |
| 7. Mai 2022   | 19    | Ironman World Championship | St. George (Utah) | 08:34:19 |                                            |
| 5. Sep. 2021  | 26    | Challenge Roth             | Roth              | 08:20:47 | Ironman European Championships             |
| 3. Juli 2021  | 86    | Ironman Lanzarote          | Puerto del Carmen | 10:28:06 |                                            |

| Datum/Jahr    | Rang | Wettbewerb                             | Austragungsort    | Zeit     | Bemerkung                                              |
| ------------- | ---- | -------------------------------------- | ----------------- | -------- | ------------------------------------------------------ |
| 29. Apr. 2012 | 3    | ETU Duathlon European Championship U23 | Horst aan de Maas | 01:07:18 | Duathlon-Europameisterschaft U23 beim Powerman Holland |

(DNF – Did Not Finish)